# Lars Thörn
Lars Einar Vilhelm Thörn (Eskilstuna, 26 settembre 1904 – 9 ottobre 1990) è stato un velista svedese.

## Palmarès

### Olimpiadi
- 2 medaglie:
  - 1 oro (Melbourne 1956 nella classe 5.5 metri)
  - 1 argento (Tokyo 1964 nella classe 5.5 metri)

### Mondiali
- 1 medaglia:
  - 1 argento (Seawanhaka 1963 nella classe 5.5 metri)